# DFB-Pokal 2011/12
De DFB-Pokal voor het seizoen 2011/12 (mannen, voetbal) begon op 29 juli 2011 met de eerste ronde en eindigde op 12 mei 2012 met de finale in het Olympiastadion.
De titelverdediger was FC Schalke 04. Landskampioen Borussia Dortmund veroverde voor de derde keer in de clubgeschiedenis de DFB-pokal, na 1965 en 1989, door recordbekerhouder FC Bayern München in de finale met 5-2 te verslaan. Voor het eerst werd ook de ‘dubbel’ behaald. De plaats van de bekerwinnaar in de UEFA Europa League 2012/13 werd aan de nummer 5 (Bayer 04 Leverkusen) van de Bundesliga 2011/12 toegekend omdat zowel Borussia als Bayern zich voor de 'hogere' Champions League hadden geplaatst als nummer 1 en 2 van de competitie.

## Deelname
In totaal waren 64 clubs gerechtigd deel te nemen aan de 69e editie van dit voetbalbekertoernooi (inclusief de Tschammer-beker). Dit waren de 18 Bundesliga-clubs, de 18 clubs van de 2. Bundesliga, de eerste vier clubs van de 3. Liga, de 21 bekerwinnaars van de Landesverbände en de drie bekerfinalisten van Beieren, Neder-Saksen en Westfalen van het seizoen 2010/11.

## Kalender
- 1e ronde: 29 juli-1 augustus 2011
- 2e ronde: 25-26 oktober 2011
- 3e ronde: 20-21 december 2011
- Kwartfinale: 7-8 februari 2012
- Halve finale: 20-21 maart 2012
- Finale: 12 mei 2012

## Uitslagen

### Eerste ronde
De loting vond plaats op 11 juni 2011. De wedstrijden werden gespeeld van 29 juli t/m 1 augustus.
| Datum | Aanvang | Thuisclub              | Uitslag      | Uitclub                  |
| ----- | ------- | ---------------------- | ------------ | ------------------------ |
| 29/07 | 20:30   | RB Leipzig             | 3-2          | VfL Wolfsburg            |
| 29/07 | 20:30   | Rot-Weiss Essen        | 2-2 ns (4-3) | 1. FC Union Berlin       |
| 29/07 | 20:30   | SSV Jahn Regensburg    | 1-3          | Borussia Mönchengladbach |
| 29/07 | 20:30   | 1. FC Saarbrücken      | 1-3 nv       | FC Erzgebirge Aue        |
| 29/07 | 20:30   | VfL Osnabrück          | 2-3 nv       | TSV 1860 München         |
| 29/07 | 20:30   | SV Wehen Wiesbaden     | 1-2          | VfB Stuttgart            |
| 30/07 | 15:30   | 1. FC Heidenheim 1846  | 2-1          | Werder Bremen            |
| 30/07 | 15:30   | Dynamo Dresden         | 4-3 nv       | Bayer 04 Leverkusen      |
| 30/07 | 15:30   | Eintracht Trier        | 2-1          | FC St. Pauli             |
| 30/07 | 15:30   | BFC Dynamo             | 0-3          | 1. FC Kaiserslautern     |
| 30/07 | 15:30   | Arminia Bielefeld      | 1-5          | 1. FC Nürnberg           |
| 30/07 | 15:30   | Hallescher FC          | 0-2          | Eintracht Frankfurt      |
| 30/07 | 15:30   | VfB Oldenburg          | 1-2          | Hamburger SV             |
| 30/07 | 15:30   | SV Babelsberg 03       | 0-2          | MSV Duisburg             |
| 30/07 | 15:30   | Rot Weiss Ahlen        | 0-10         | SC Paderborn 07          |
| 30/07 | 19:30   | Holstein Kiel          | 3-0          | Energie Cottbus          |
| 30/07 | 19:30   | SV Sandhausen          | 0-3          | Borussia Dortmund        |
| 30/07 | 19:30   | Rot-Weiß Oberhausen    | 1-2 nv       | FC Augsburg              |
| 30/07 | 19:30   | Kickers Emden          | 1-5 nv       | FSV Frankfurt            |
| 30/07 | 19:30   | Hansa Rostock          | 2-2 ns (3-5) | VfL Bochum               |
| 31/07 | 14:30   | Karlsruher SC          | 3-1          | Alemannia Aachen         |
| 31/07 | 14:30   | SpVgg Unterhaching     | 3-2          | SC Freiburg              |
| 31/07 | 14:30   | FC Oberneuland         | 1-4          | FC Ingolstadt 04         |
| 31/07 | 14:30   | FC Anker Wismar        | 0-6          | Hannover 96              |
| 31/07 | 16:00   | ZFC Meuselwitz         | 0-4          | Hertha BSC               |
| 31/07 | 14:30   | Eimsbütteler TV        | 0-10         | SpVgg Greuther Fürth     |
| 31/07 | 16:00   | TSV Germania Windeck   | 1-3 nv       | TSG 1899 Hoffenheim      |
| 31/07 | 17:30   | SC Wiedenbrück 2000    | 0-3          | 1. FC Köln               |
| 31/07 | 17:30   | SVN Zweibrücken        | 1-2 nv       | 1. FSV Mainz 05          |
| 31/07 | 17:30   | FC Teningen            | 1-11         | FC Schalke 04            |
| 31/07 | 17:30   | KSV Hessen Kassel      | 0-3          | Fortuna Düsseldorf       |
| 01/08 | 20:30   | Eintracht Braunschweig | 0-3          | FC Bayern München        |

### Tweede ronde
De loting vond plaats op 6 augustus 2011. De wedstrijden werden gespeeld op 25 en 26 oktober.
| Datum | Aanvang | Thuisclub             | Uitslag      | Uitclub                  |
| ----- | ------- | --------------------- | ------------ | ------------------------ |
| 25/10 | 19:00   | Fortuna Düsseldorf    | 3-0          | TSV 1860 München         |
| 25/10 | 19:00   | RB Leipzig            | 0-1          | FC Augsburg              |
| 25/10 | 19:00   | SpVgg Unterhaching    | 1-4          | VfL Bochum               |
| 25/10 | 19:00   | 1. FC Heidenheim 1846 | 0-0 ns (3-4) | Borussia Mönchengladbach |
| 25/10 | 20:30   | Borussia Dortmund     | 2-0          | Dynamo Dresden           |
| 25/10 | 20:30   | SpVgg Greuther Fürth  | 4-0          | SC Paderborn 07          |
| 25/10 | 20:30   | TSG 1899 Hoffenheim   | 2-1          | 1. FC Köln               |
| 25/10 | 20:30   | Eintracht Trier       | 1-2 nv       | Hamburger SV             |
| 26/10 | 19:00   | Holstein Kiel         | 2-0          | MSV Duisburg             |
| 26/10 | 19:00   | Rot-Weiss Essen       | 0-3          | Hertha BSC               |
| 26/10 | 19:00   | Hannover 96           | 0-1 nv       | 1. FSV Mainz 05          |
| 26/10 | 19:00   | Karlsruher SC         | 0-2          | FC Schalke 04            |
| 26/10 | 20:30   | FC Bayern München     | 6-0          | FC Ingolstadt 04         |
| 26/10 | 20:30   | VfB Stuttgart         | 3-0          | FSV Frankfurt            |
| 26/10 | 20:30   | Eintracht Frankfurt   | 0-1 nv       | 1. FC Kaiserslautern     |
| 26/10 | 20:30   | FC Erzgebirge Aue     | 1-2          | 1. FC Nürnberg           |

### Derde ronde
De loting vond plaats op 30 oktober. De wedstrijden werden gespeeld op 20 en 21 december.
| Datum | Aanvang | Thuisclub                | Uitslag      | Uitclub              |
| ----- | ------- | ------------------------ | ------------ | -------------------- |
| 20/12 | 19:00   | VfL Bochum               | 1-2          | FC Bayern München    |
| 20/12 | 19:00   | 1. FC Nürnberg           | 0-1          | SpVgg Greuther Fürth |
| 20/12 | 20:30   | Fortuna Düsseldorf       | 0-0 ns (4-5) | Borussia Dortmund    |
| 20/12 | 20:30   | TSG 1899 Hoffenheim      | 2-1          | FC Augsburg          |
| 21/12 | 19:00   | Hertha BSC               | 3-1          | 1. FC Kaiserslautern |
| 21/12 | 19:00   | Holstein Kiel            | 2-0          | 1. FSV Mainz 05      |
| 21/12 | 20:30   | Borussia Mönchengladbach | 3-1          | FC Schalke 04        |
| 21/12 | 20:30   | VfB Stuttgart            | 2-1          | Hamburger SV         |

### Kwartfinale
De loting vond plaats op 21 december. De wedstrijden werden gespeeld op 7 en 8 februari.
| Datum | Aanvang | Thuisclub           | Uitslag | Uitclub                  |
| ----- | ------- | ------------------- | ------- | ------------------------ |
| 07/02 | 20:30   | Holstein Kiel       | 0-4     | Borussia Dortmund        |
| 08/02 | 19:00   | TSG 1899 Hoffenheim | 0-1     | SpVgg Greuther Fürth     |
| 08/02 | 19:00   | Hertha BSC          | 0-2     | Borussia Mönchengladbach |
| 08/02 | 20:30   | VfB Stuttgart       | 0-2     | FC Bayern München        |

### Halve finale
De loting vond op 11 februari plaats. De wedstrijden werden op 20 en 21 maart gespeeld .
| Datum | Aanvang | Thuisclub                | Uitslag      | Uitclub           |
| ----- | ------- | ------------------------ | ------------ | ----------------- |
| 20/03 | 20:30   | SpVgg Greuther Fürth     | 0-1 nv       | Borussia Dortmund |
| 21/03 | 20:30   | Borussia Mönchengladbach | 0-0 ns (2-4) | FC Bayern München |

### Finale
De wedstrijd werd op 12 mei gespeeld in het Olympiastadion te Berlijn.
| Datum | Aanvang | Thuisclub         | Uitslag | Uitclub           |
| ----- | ------- | ----------------- | ------- | ----------------- |
| 12/05 | 20:00   | Borussia Dortmund | 5-2     | FC Bayern München |